# Champ Car Grand Prix de Montréal 2006
Champ Car Grand Prix de Montréal 2006 var den elfte deltävlingen i Champ Car 2006. Racet kördes den 28 augusti på Circuit Gilles Villeneuve i Montréal, Kanada. Sébastien Bourdais tog revansch för sin krasch i sista kurvan i Denver, och tog en mycket viktig sjätte seger för säsongen. Vinsten gjorde att Bourdais fortsättningsvis bara behövde snitta placeringar i mittfältet för att bli mästare. Paul Tracy lade sina kontroverser bakom sig och tog en andraplats. Efter att ha inlett helgen utbuad, då han i en intervju efter sin krasch med Bourdais sagt att "fransmännen behåller alltid sina hjälmar på". Den fransktalande huvuddelen av publiken jublade dock när anglokanadensaren Tracy viftade med Québecs flagga på podiet. Nelson Philippe slutade på tredje plats.

## Slutresultat
| Plats | Förare             | Team                | Grid | Kvaltid  |
| ----- | ------------------ | ------------------- | ---- | -------- |
| 1     | Sébastien Bourdais | Newman/Haas Racing  | 1    | 1.20,005 |
| 2     | Paul Tracy         | Forsythe Racing     | 4    | 1.20,669 |
| 3     | Nelson Philippe    | HVM Racing          | 10   | 1.21,725 |
| 4     | Dan Clarke         | HVM Racing          | 8    | 1.21,555 |
| 5     | Will Power         | Team Australia      | 7    | 1.21,156 |
| 6     | Nicky Pastorelli   | Rocketsports Racing | 17   | 1.24,204 |
| 7     | Alex Tagliani      | Team Australia      | 12   | 1.21,916 |
| 8     | Charles Zwolsman   | Conquest Racing     | 11   | 1.21,771 |
| 9     | Jan Heylen         | Dale Coyne Racing   | 14   | 1.22,096 |
| 10    | Mario Domínguez    | Dale Coyne Racing   | 15   | 1.22,581 |
| 11    | Antônio Pizzonia   | Rocketsports Racing | 13   | 1.22,050 |
| 12    | Bruno Junqueira    | Newman/Haas Racing  | 6    | 1.20,772 |
| 13    | Katherine Legge    | PKV Racing          | 16   | 1.22,902 |
| 14    | Justin Wilson      | RuSPORT             | 3    | 1.20,587 |
| 15    | Andrew Ranger      | Conquest Racing     | 9    | 1.21,561 |
| 16    | Oriol Servià       | PKV Racing          | 5    | 1.20,691 |
| 17    | A.J. Allmendinger  | Forsythe Racing     | 2    | 1.20,361 |